# Lille Storberg
Lille Storberg er en norsk håndboldspiller. Hun spillede 55 kampe og scorede 47 mål for Norges håndboldlandshold mellem 1965 og 1971. Hun deltog også under VM 1971 hvor holdet kom på en 7.-plads.